# (31415) 1999 AK23
1999 أي كي 23 (ويعرف أيضًا باسم (31415) 1999 أي كي 23 وفق تسمية الكوكب الصغير) (بالإنجليزية: 1999 AK23)‏ هو كويكب ضمن حزام الكويكبات؛ وترتيبه 31415 من حيث الاكتشاف.
اكتُشف هذا الجُرم الفلكي بواسطة مرصد لويل للبحث عن الأجرام القريبة من الأرض في 10 يناير 1999.

## وصلات خارجية
- (31415) 1999 AK23 في قاعدة بيانات مختبر الدفع النفاث لأجرام النظام الشمسي الصغيرة

- الاكتشاف · مخطط المدار ·  العناصر المدارية · المعلمات المادية

- (31415) 1999 AK23 على موقع ويكي سكاي: DSS2, SDSS, GALEX, IRAS, Hydrogen α, X-Ray, Astrophoto, Sky Map, Articles and images